# Paládicspuszta megállóhely
Paládicspuszta megállóhely egy, már megszűnt vasúti megállóhely volt a Budapest–Záhony-vasútvonalon, Abony és Szolnok között. Abony közigazgatási területén található, de majdnem pontosan a megyehatáron (Pest vármegye és Jász-Nagykun-Szolnok vármegye határán; a vasútvonalat a megállóhely mellett keresztező földút vonala egybeesik a megyehatárral). A megállóhely hozzávetőleges szelvényszáma a jelenlegi szelvényezés szerint 941 volt, körülbelül 700 méterre nyugatra helyezkedett el a 4-es főút külön szintű kereszteződésétől.
A megállóhelytől nem messze, nyíltvonali szakaszon történt az 1960-as évek egyik legsúlyosabb magyarországi vasúti balesete, melyben két szerelvény ütközése következtében 45 fő vesztette életét.

## Története
A megállóhely létesítésének ideje nem ismert, az első olyan menetrend, amelyben ez a megállási hely már szerepel, az 1901-es kiadású menetrend (Paládics néven). Egy időben a megálló északi oldalán rakodóvágány is létezett, melyhez a második világháború előtt a báró Harkányi-féle keskeny nyomtávú lóvasút csatlakozott. Működő megállóhelyként említi az 1947-es kiadású menetrend is.
1963. december 24-én reggel 9 óra körül a megállóhely közelében (a 970-971-es szelvénynél) súlyos vasúti baleset történt, melyben egy, a Nyugati pályaudvarról Szentesre tartó karácsonyi mentesítő személyvonat, részben a rossz látási viszonyoknak is köszönhetően – de alapvetően emberi mulasztás miatt – belerohant egy álló tehervonatba. A szerelvény 13 kocsija közül csak négy maradt a síneken. A balesetben 45 fő vesztette életét, köztük 17 gyerek; a kórházi ellátást igénylő sérültek száma 30 fölötti volt.
A megállóhelyet 1969. június 1-jén 0.00 órától, menetrendváltáskor szüntették meg, a szolnoki csomópont átépítése során, a megszűnésben minden bizonnyal kihasználatlanság is közrejátszott.

## Kapcsolódó oldalak
Paládicspusztai vasúti baleset

## Külső hivatkozások
- D. Szabó Miklós: „Azt még láttam, ahogy letépte a lábamat” – visszaemlékező cikk az 1963-as balesetről Archiválva 2016. augusztus 7-i dátummal a Wayback Machine-ben
- A paládicspusztai elágazás fejadatai Archiválva 2016. szeptember 16-i dátummal a Wayback Machine-ben
- A megállóhely és környéke archív légifotón
- A megállóhely és környéke egy archív térképen